# 桃園捷運紅線
桃園捷運紅線，是一條曾經計畫過的桃園捷運路線，最早於1990年出現雛型、1993年由台灣省政府住宅與都市發展局正式提出，規畫採高架、地下混合建置，路線行經平鎮市、中壢市、桃園市、龜山鄉。最終在交通部高速鐵路工程局主導期間，因與桃園鐵路高架化路廊高度重疊而於2007年5月25日終止規畫。

## 緣起
中華民國交通部自1989年展開桃園都會區大眾捷運系統的規畫，並於1990年6月首度完成由交通部運輸研究所所辦理的「桃園都會區大眾捷運系統可行性研究」，其所提出的起自桃園縣桃園市、迄於中壢車站的S2線及其替代線成為桃園捷運紅線的雛形；為進一步加速台灣省各地的捷運建設，1990年12月29日，行政院正式下達台七十九交字第三九五一九號令，指示辦理包括桃園都會區在內的四個省轄都會區大眾捷運系統的規畫作業，桃園都會區大眾捷運系統的各項規畫與建設工作全面啟動。

## 省政府提案
1993年3月，受行政院命令主責台灣省各省轄都會區大眾捷運系統規畫與建設工作的台灣省政府住宅及都市發展局，歷時兩年餘正式完成「桃園都會區捷運系統規劃」，台灣省政府住宅及都市發展局當時規畫的桃園都會區大眾捷運系統由藍線、紅線及綠線三線所組成，其中的紅線以原S2線及其替代線的雛型改進而提出；根據台灣省政府住宅及都市發展局的規畫，全長17.62公里的桃園捷運紅線一改先前規畫，將路線線形改自中壢市環南路口一路銜接至內壢車站，並將迄點北延至位於龜山鄉機廠，採用鋼輪鋼軌小斷面捷運系統設計，設站數15站，並與其餘兩線組成共47.16公里長的桃園都會區大眾捷運系統:3-3~3-6。
台灣省政府住宅及都市發展局規畫，桃園捷運紅線採2期建設，於初期興建「中壢市－桃園市」路段，7.72公里為高架段、4.3公里為地下段，長12.02公里，設R3至R11共3座地下車站、6座高架車站，與第二期路網合計預算522億元，於2003年通車；第二期興建「桃園市以東」及「中壢市以西」兩路段，兩段全長5.6公里均為地下段，設R1至R2、R12至R15共6座地下車站，與第二期路網合計預算575億元，於2013年通車。:3-6
台灣省政府住宅及都市發展局當時評估，桃園捷運紅線日運量於2021年可達到17萬9,000人次，是桃園捷運系統中運量第二高的路線，僅次於藍線。:3-5

## 移交高鐵局
1998年，中華民國實施台灣省政府功能業務與組織調整政策，原先台灣省政府的各省轄都會區大眾捷運系統規畫與建設責任，改由交通部轄下的交通部高速鐵路工程局負責；交通部高速鐵路工程局接辦原各省轄都會區大眾捷運系統的規畫與建設任務後，於2000年提出《桃園都會區大眾捷運系統規劃報告》。交通部高速鐵路工程局所提出的桃園都會區大眾捷運系統規畫由微調後的藍線、紅線及綠線組成，其中微調後的紅線將起點南延至平鎮市，並且續以位於龜山鄉的次維修機廠為迄點，全長17.62公里、設15站，以地下、高架混合的形式興建:6-85。
而在系統工程設計上，交通部高速鐵路工程局同樣採用鋼輪鋼軌小斷面捷運系統作為桃園捷運紅線的系統，並由2至4節、2節為1組、每列車由1至2組組成的電聯車營運，電聯車長17.7公尺、寬3.4公尺、高2.6公尺，單向每小時可提供13,500人次的運量，並以750伏特直流電的第三軌供電作為動力系統；而號誌系統部分，則採用中央控制、軌道電路及自動列車控制設計，行車間距3分鐘。交通部高速鐵路工程局規畫的桃園捷運紅線，系統設計速率最高80公里、平均營運速率45公里，並以軌距1,435釐米的標準軌作為軌道。:5-3
當時，交通部高速鐵路工程局規畫桃園捷運紅線可隨初期路網於2002年動工高架段7.72公里、地下段3.35公里，並設有6座高架車站、3座地下車站的R3至R11「中壢市－桃園市」路段，並於2008年完工；2008年隨第二期路網動工地下段長度6.55公里、沒有高架段，設有6座地下車站的R1至R3「平鎮市－中壢市」路段及R11至R15「桃園市中心－龜山鄉」路段，於2014年全線完工。:5-13
| 交通部高速鐵路工程局所規畫的桃園捷運紅線車站位置與形式:5-9 |      |          |          |                                              |
| 站名                                                       | 形式 | 所在地區 | 月台形式 | 轉乘站                                       |
| 第一期                                                     |      |          |          |                                              |
| R3                                                         | 地下 | 中壢市   | 側式月台 | 藍線 B9站                                    |
| R4                                                         | 地下 | 中壢市   | 側式月台 | 不適用                                       |
| R5                                                         | 高架 | 中壢市   | 側式月台 |                                              |
| R6                                                         | 高架 | 中壢市   | 側式月台 |                                              |
| R7                                                         | 高架 | 中壢市   | 側式月台 |                                              |
| R8                                                         | 高架 | 桃園市   | 側式月台 |                                              |
| R9                                                         | 高架 | 桃園市   | 側式月台 |                                              |
| R10                                                        | 高架 | 桃園市   | 側式月台 |                                              |
| R11                                                        | 地下 | 桃園市   | 島式月台 | 桃園車站 （地下連通） 綠線 G4站 （地下連通） |
| 第二期                                                     |      |          |          |                                              |
| R1                                                         | 地下 | 平鎮市   | 側式月台 | 不適用                                       |
| R2                                                         | 地下 | 平鎮市   | 側式月台 |                                              |
| （接續R3至R11）                                            |      |          |          |                                              |
| R12                                                        | 地下 | 龜山鄉   | 側式月台 | 不適用                                       |
| R13                                                        | 地下 | 龜山鄉   | 側式月台 |                                              |
| R14                                                        | 地下 | 龜山鄉   | 側式月台 |                                              |
| R15                                                        | 地下 | 龜山鄉   | 側式月台 |                                              |

## 結局
自2000年7月14日由行政院環境保護署通過環境影響評估後，交通部高速鐵路工程局的桃園都會區大眾捷運系統規畫便因桃園縣的道路條件及經費問題之遲未能推動:1-1，且之後推動的桃園鐵路高架化又與紅線路廊重疊，具備高度競合關係:附22-6，最終在主導桃園鐵路高架化的交通部台灣鐵路管理局分別在2007年1月24日、4月18日以鐵工橋字第0960001918號函、鐵工橋字第0960301305號函洽詢交通部、交通部高速鐵路工程局意見後:附26-3，桃園縣政府於2007年5月9日正式以府交運字第0960009302號函函復交通部路政司路臺鐵字第0960400570號函同意放棄開發桃園捷運紅線，交通部隨即於5月25日以交路字第0960005170號函示交通部台灣鐵路管理局稱「尊重地方政府所表達意見」，正式終止桃園捷運紅線的規畫，此舉也大大促使桃園鐵路高架化的環境影響評估獲行政院環境保護署於2007年8月8日有條件通過:附27-3:附28-2:2-7；桃園捷運紅線至此被「台鐵捷運紅線」，也就是桃園鐵路高架化及之後由桃園市政府推動的桃園鐵路地下化等計畫所取代。